# Grote Boeddhatempel van Guangzhou
Grote Boeddhatempel van Guangzhou is een boeddhistische tempel in de Guangdongse stad Guangzhou. Het ligt aan de Huifudonglu-Huixinzhongjie numero 21.
De bouw van de tempel begon in de Zuidelijke Han-dynastie en werd toen Xinzangsi/新藏寺 genoemd. In de Yuan-dynastie werd de tempel een boeddhistische nonnenklooster met de naam Futianan/福田庵. In de Ming-dynastie werd de naam verander in Longzangsi/龙藏寺. Aan het begin van de Qing-dynastie werd de tempel verwoest door een grote brand. In 1663 werd het herbouwd.
De hoofdhal is 30 meter breed en 30 meter hoog. Daarin staan drie grote bronzen beelden van Sakyamuni Boeddha, Amitabha Boeddha en Maitreya Boeddha. De beelden zijn elk zes meter hoog en tien ton zwaar. 
In 1926 kwam Zhou Enlai om hier legertechnieken te leren voor de Noordelijke expeditie. Tijdens de Culturele revolutie werden de drie grote boeddhabeelden beschermd door ze in de Liu Rongtempel te verstoppen. In 1986 werd de tempel heropend voor publiek. In 1993 kwam het gebouw op de lijst van beschermd erfgoed te staan. In september 2000 werd in de tempel de eerste boeddhistische bibliotheek van de provincie Guangdong geopend. Nu vindt er een uitbreiding van het tempelcomplex plaats.